# Bourbon Izabella charolais-i grófné
Bourbon Izabella (1436 – 1465. szeptember 25.), születése jogán Bourbon hercegnője, házassága révén Charolais grófnéja, I. Mária burgundi hercegnő édesanyja.

## Élete
1436-ban született, a Bourbon-ház tagjaként, I. Károly bourbon herceg és Burgundi Ágnes hercegnő ötödik gyermekeként. Három bátyja (János, Fülöp és Károly) és egy nővére (Mária) volt, valamint három öccse (Pierre, Lajos és Jacques) és három húga (Margit, Katalin és Johanna).
Károly burgundi herceg és Burgundiai Ágnes leánya. 1454. október 30-án, a franciaországi Lille városában Izabella nőül ment Károlyhoz, Charolais grófjához, a burgundiai hercegség örököséhez, aki apja, III. Fülöp burgundi herceg halála után eme hatalmas országrész birtokosává vált és megkapta a Merész melléknevet. Izabella Károly második felesége volt, mivel annak első felesége, Katalin, francia hercegnő 1446-ban, mindössze hat évnyi házasság után, 18 éves korában elhunyt, s nem szült gyermeket férjének.
Izabella és Károly frigyéből csupán egy lány, Mária született 1457. február 13-án, aki addig egyedülálló módon, nőként apja örökösévé lépett elő, mivel fiútestvére később sem született már a hercegnőnek, ezért hát Károly úgy nevelte gyermekét, mintha csak fiú volna: megtanította vadászni, ezenfelül Mária kiválóan lovagolt és a solymászathoz is értett.
Izabella sajnos már nem érhette meg leánya házasságát és unokái születését, ugyanis mindössze 29 évesen, 1465. szeptember 25-én meghalt, magára hagyva férjét és egyetlen gyermekét, a 8 esztendős kis hercegnőt. A hercegnét Flandriában, Bruges városában helyezték végső nyugalomra, s hitvese, Károly újranősült, nyilván annak reményében, hogy következő felesége fiúutóddal fogja majd őt megajándékozni.
1468. július 9-én a herceg nőül vette Yorki Margit burgundi hercegnét, Richard Plantagenet és Cecily Neville leányát, IV. Edward és III. Richárd angol királyok húgát, ám tőle már nem születtek újabb gyermekei, s házasságuk mindössze nyolc és fél évig tartott, míg Merész Károly 1477-ben meg nem halt.
Izabella nem érhette meg amikor lánya és Miksa főherceg, a német-római császári trón örököse 1477. augusztus 19-én, Genfben házasságot kötött egymással.
Izabella két unokája érte meg a felnőttkort, Margit és Fülöp. Fülöp volt annak a Johanna királynőnek a férje, akit elmebajára hivatkozva, hitvese halála után letaszítottak trónjáról, és élete végéig bezárva tartották egy várban. Kettejük fia volt a híres és nagyhatalmú V. Károly német-római császár, akinek Izabella a dédnagyanyja volt.
1. ↑  Find a Grave (angol nyelven). Find a Grave . (Hozzáférés: 2023. május 13.)